# 아잉츄
아잉츄는 대한민국의 모델, 인터넷 방송인이자 유튜버이다. 

## 수상
- 유튜브 실버 버튼[1]